# Entamoeba
Az Entamoeba az Amoebozoa törzs Entamoebidae családjába tartozó nemzetség.

## Tudnivalók
Az Entamoeba-fajok káros és/vagy hasznos élősködők az emberben és az állatokban.
Az emberben megtalálható Entamoeba histolytica, az amőbiázis megbetegedésért felelős; míg mások például az Entamoeba coli és Entamoeba dispar gyakran ártalmatlanok. Az Entamoeba gingivalison (a szájban él) és az Entamoeba moshkovskiin (a folyók és tavak üledékében él) kívül az összes többi faj a megfertőzött ember vagy állat beleiben él. Az Entamoeba invadens nevű faj hasonlít az E. histolyticára, de ez utóbbi a hüllőket támadja meg. A többi fajtól eltérően az E. invadensnak nem kötelező a baktériumok jelenléte, hogy ciszta állapotba kerüljön; emiatt modellszervezetként használható. Ebből a nemből, manapság már sok fajt írtak le, de feltételezések szerint még számos leírandó faj létezik.

## Rendszerezésük
A nemzetségbe az alábbi fajok tartoznak (a lista nem teljes):
- Entamoeba barreti Taliferro & Holmes, 1924
- Entamoeba bovis (Liebetanz, 1905)
- Entamoeba coli (Grassi, 1879)
- Entamoeba dispar  Brumpt, 1925
- Entamoeba gingivalis (Gros, 1849) Brumpt (1913)
- Entamoeba hartmanni Prowazek, 1912
- Entamoeba histolytica Schaudinn, 1903
- Entamoeba invadens Rodhaim, 1934
- Entamoeba moshkovskii Tshalaia, 1941
- Entamoeba polecki von Prowazek, 1912
- Entamoeba struthionis
- Entamoeba terrapinae Sanders & Cleveland, 1930

## Fordítás
- Ez a szócikk részben vagy egészben  az   Entamoeba című angol Wikipédia-szócikk ezen változatának fordításán alapul.  Az eredeti cikk szerkesztőit annak laptörténete sorolja fel. Ez a jelzés csupán a megfogalmazás eredetét és a szerzői jogokat jelzi, nem szolgál a cikkben szereplő információk forrásmegjelöléseként.